# Brunettia triangulata
Brunettia triangulata és una espècie d'insecte dípter pertanyent a la família dels psicòdids que es troba a Àsia: la península de Malaca.